# 里加斯·费雷奥斯市镇
里加斯·费雷奥斯市镇（希臘語：Ρήγας Φεραίος）是希腊色萨利大区马格尼西亚专区的市镇，行政中心为韦莱斯蒂农镇。市镇面积为550.6平方公里，2021年人口数量为8,870人。
此市镇设立于2011年地方政府改革中，由原3个市镇合并而成，原市镇则成为此市镇的3个市区。市镇以希腊作家和革命家里加斯·费雷奥斯命名，费雷奥斯的老家在韦莱斯蒂农。